# Pierre Adeline
Pierre Adeline (14 juin 1929 à Grainville-Ymauville - 1er mars 2015 à Caen) est un des grands militants sourds de la fin du XXe siècle. Il a contribué au réveil sourd. Il est l'ancien président de la Fédération nationale des sourds de France et le cofondateur de Coordination France seniors sourds (CFSS) avec Georges Charbon.

## Biographie
Pierre est né le 14 juin 1929 et est devenu sourd à l'âge de cinq ans, après une méningite. Il étudie à l'Institut national de jeunes sourds de Paris puis au Bon Sauveur de Caen. En 1955, Pierre se marie à Ginette, une femme entendante et ils ont ensemble deux garçons: Ludovic et François. En 1996, sa femme Ginette décède. Le 6 juin 2006, il est victime d'une chute d'une échelle pour tailler des arbres et a la fracture d'une vertèbre au niveau du rachis cervical qui lui condamne au fauteuil roulant. Il passe deux ans au centre de rééducation à Granville.  Le 1er mars 2015, Pierre Adeline s'éteint dans son sommeil et il est enterré au cimetière de Vierville-sur-mer. Le 6 mars, l'inhumation de Pierre est lieu ce jour et Josette Bouchauveau, responsable des Seniors Sourds de France, représente pour la Fédération nationale des sourds de France.

## Rôle au communauté sourde
En 1952, Pierre s'engage au rôle de secrétaire adjoint de l'association Amical des anciens élèves du Bon-Sauveur de Caen puis en 1960, il devient le président pendant 9 ans, il participe beaucoup de les associations locaux et régionaux.

En 1995, Pierre s'occupe la secrétaire général de la Fédération nationale des sourds de France ensuite en 1997, Pierre devient le président de la Fédération nationale des sourds de France dans les moments critiques où elle était en train de couler. Pendant un an au président de FNSF, il a réussi de redresser la Fédération nationale des sourds de France. Avec Georges Charbon, ils ont créé la Coordination France Seniors Sourds (CFSS)[Quand ?]. Et après sa chute en juin 2006, la Coordination France Seniors Sourds cesse de fonctionner. En hommage à Pierre d'avoir sauvé, la Fédération nationale des sourds de France crée le secteur Seniors Sourds de France (SSF) pour prendre sous son aile les seniors sourds de CFSS.

## Ouvrage
- D'une vie à l'autre[6]
- L'institution des sourds de Caen pendant la bataille de Normandie[6]
- L'Institution des sourds garçons et filles pendant la bataille de Caen[6]